# Paul Frommelt
Paul Frommelt (Schaan, 9 de agosto de 1957) es un deportista liechtensteiniana que compitió en esquí alpino. Su hermano Willi compitió en el mismo deporte.
Participó en cuatro Juegos Olímpicos de Invierno, entre los años 1976 y 1988, obteniendo una medalla de bronce en Calgary 1988, en el eslalon.
Ganó una medalla de bronce en el Campeonato Mundial de Esquí Alpino de 1978, en la prueba de eslalon. 

## Palmarés internacional
| Juegos Olímpicos   | Juegos Olímpicos             | Juegos Olímpicos  | Juegos Olímpicos |
| Año                | Lugar                        | Medalla           | Prueba           |
| ------------------ | ---------------------------- | ----------------- | ---------------- |
| 1988               | Calgary (Canadá)             | Medalla de bronce | Eslalon          |
| Campeonato Mundial |                              |                   |                  |
| Año                | Lugar                        | Medalla           | Prueba           |
| 1978               | Garmisch-Partenkirchen (RFA) | Medalla de bronce | Eslalon          |